# Il Mondo (rivista 1945)
Il Mondo (sottotitolo Lettere, scienze, arti, musica) è stata una rivista fondata a Firenze nel 1945. Legata agli ambienti del Gabinetto Vieusseux, vide nella sua redazione, guidata da Alessandro Bonsanti, personalità quali Arturo Loria, Eugenio Montale, Luigi Scaravelli, Giorgio Zampa. Di ispirazione laica e democratica, si richiamava, anche nel nome della testata, al "Mondo" di Giovanni Amendola. Oltre ai redattori, vi collaborarono, tra gli altri, Alberto Carocci, Carlo Emilio Gadda, Carlo Ludovico Ragghianti. Chiuse le pubblicazioni nel 1946, fu assorbita, l'anno successivo, da Mondo europeo . L'editore Passigli ha pubblicato nel 1985 la ristampa anastatica dell'intera rivista con prefazione di Giovanni Spadolini. 